# La sciarpa (miniserie televisiva)
La sciarpa è uno sceneggiato televisivo italiano di genere giallo-poliziesco del 1963, in sei puntate, diretto da Guglielmo Morandi, tratto da un copione originale di Francis Durbridge per la televisione britannica (The Scarf) e tradotto da Franca Cancogni.

## Trama
Il cadavere di una giovane fotomodella, Barbara Collins, strangolata con una sciarpa di seta, viene ritrovato in una fattoria nei dintorni di Londra. Le indagini dell'ispettore Jett puntano verso il ricco proprietario di una catena di riviste femminili, Clifton Morris, che aveva un legame con la ragazza. Gli indizi sono essenzialmente due: la sciarpa usata come arma del delitto è simile a quelle comunemente usate dall'editore e vicino al luogo del delitto viene rinvenuto un accendisigari d'oro, di proprietà dell'uomo. Altri sospettati sono il proprietario della fattoria, Alistair Goodman e la sua fidanzata ed amica della vittima, Marian Hastings.
Morris sostiene di aver passato la sera del delitto in compagnia di una sua amica, che però viene ritrovata strangolata con un'identica sciarpa di seta, proprio nel suo appartamento.
L'ispettore Jett però riesce a capire che si tratta di una macchinazione ai danni di Morris ed a scoprire il vero responsabile dei delitti.

## Produzione
Fu realizzato quasi completamente negli Studi 2 e 3 di Via Teulada, dove furono anche ricostruiti ambienti e strade della cittadina inglese in cui si svolge la vicenda, e spostando la troupe per i pochi esterni nei pressi nella tenuta dell'Olgiata, situata sulla Cassia, che ricordava molto le classiche strutture edilizie britanniche.

## Trasmissione
La programmazione venne effettuata con una formula "bi-settimanale", piuttosto insolita per uno sceneggiato dell'epoca, andando in onda ogni lunedì e mercoledì, dopo le 21. In questo si può vedere una cautela anche eccessiva da parte dei vertici Rai nell'affrontare questo nuovo modo di proporre una storia poliziesca: in caso d'insuccesso, evidentemente, si pensava a limitare i danni riducendo il numero delle settimane. Invece, lo sceneggiato ebbe ascolti notevolissimi, quasi sei milioni di spettatori, con un indice di gradimento che raggiunse punte dell'ottanta per cento.

## Curiosità
La versione tedesca dello sceneggiato, Das Halstuch (La sciarpa, appunto) trasmessa qualche tempo prima, ebbe ascolti tali che gli operai e gli impiegati si assentavano dalle fabbriche e dagli uffici per seguirla, al punto da spingere le varie dirigenze a modificare gli orari di lavoro per non interrompere la produzione